# Gare de Lardenne
Gare de Lardenne vasútállomás Franciaországban, Toulouse településen.

## Vasútvonalak
Az állomást az alábbi vasútvonalak érintik:
- Saint-Agne–Auch-vasútvonal

## Kapcsolódó állomások
A vasútállomáshoz az alábbi állomások vannak a legközelebb:
- Gare de Toulouse-Saint-Cyprien-Arènes
- Gare du TOEC
- Gare de Saint-Martin-du-Touch